# Xã Columbia, Quận Ellsworth, Kansas
Xã Columbia (tiếng Anh: Columbia Township) là một xã thuộc quận Ellsworth, tiểu bang Kansas, Hoa Kỳ. Năm 2010, dân số của xã này là 49 người.